# سرطان مری

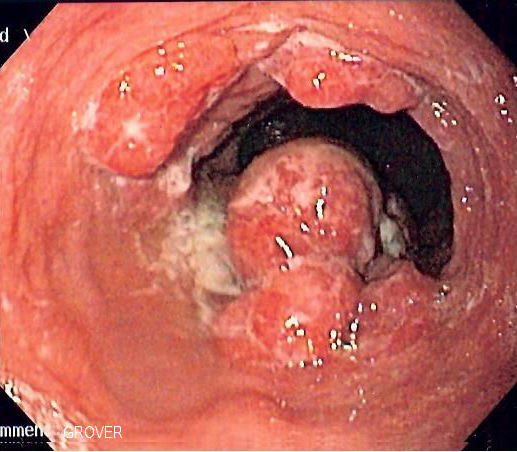
سرطان مری

سرطان مری (به انگلیسی: Esophageal cancer) نوعی سرطان است که در مری یا سرخ نای (بخشی از لوله گوارش) ایجاد می‌شود. مری وظیفه انتقال غذا به معده را دارد و در بین حلق و معده قرار گرفته‌است. علائم این بیماری شامل سختی در بلعیدن و کاهش وزن می‌شود.  از نشانه‌های دیگرِ این بیماری می‌توان به درد هنگام بلعیدن، بدصدایی، گره‌های لنفاوی متورم شده، (ایجاد غده) اطراف استخوان ترقوه، سرفهٔ خشک و احتمالاً سرفه کردن یا استفراغ خون اشاره کرد.
دو نوع اصلی بافتی از این بیماری معمول است که شامل کارسینوم سلول سنگفرشی مری که اغلب آن را به صورت ESCC مخفف می‌کنند و بیشتر در کشورهای در حال توسعه به وجود می‌آید، و آدنوکارسینوم مری که در کشورهای توسعه‌یافته معمول است. انواع دیگری هم از این بیماری اتفاق می‌افتند که کمتر معمول هستند. کارسینوم سلول سنگفرشی از بافت پوششی ناشی می‌شود که ردیف بافت سطحی مری را تشکیل می‌دهند. آدنوکارسینوم از سلول‌های غده‌ای که در یک سوم پایینی مری موجود هستند، جایی که اغلب در این قسمت از پیش تبدیل به متاپلازی روده‌ای شده‌اند وجود دارد ناشی می‌شود (که به نام مری بارت شناخته می‌شود). معمول‌ترین عوامل بیماری نوع سلول سنگفرشی عبارتند از: تنباکو، الکل، نوشیدنی‌های بسیار داغ و رژیم غذایی نامناسب. معمول‌ترین عوامل نوع آدنوکارسینوم شامل کشیدنِ تنباکو، مرض چاقی و رفلاکس اسید می‌باشد.
این بیماری با بافت‌برداری تشخیص داده می‌شود که این امر توسط آندوسکوپی (با یک دوربین فیبر نوری) صورت می‌گیرد. پیشگیری از این بیماری شامل مواردی همچون ترک سیگار و استفاده از رژیم غذایی سالم حاصل می‌شود. درمان این بیماری بر اساس مواردی مانند مرحله سرطان و موقعیت بیماری به همراه شرایط عمومی شخص و اولویت‌های فردی صورت می‌گیرد.  سرطان سلول سنگفرشی موضعی کوچک را احتمالاً می‌توان با جراحی در کنار مراقبت‌های درمانی درمان کرد.  در بسیاری از موارد دیگر، شیمی‌درمانی با یا بدون پرتودرمانی در کنار جراحی به کار می‌رود. رشد تومورهای بزرگ‌تر احتمالاً با شیمی‌درمانی و پرتودرمانی کاهش می‌یابد. در صورتی که بیماری گسترش زیادی یافته باشد یا سلامت شخص به صورتی باشد که امکان جراحی نباشد، مراقبت تسکینی اغلب توصیه می‌شود. برآمدهای این روند، در صورتی که تشخیص دیر صورت گیرد با گسترش بیماری و دیگر شرایط پزشکی مرتبط است، اما به‌طور معمول احتمال این امر نسبتاً ضعیف است. نرخ بقای پنج ساله حدود ۱۳٪ تا ۱۸٪ است.
در سال ۲۰۱۲، بیماری سرطان مری هشتمین سرطان در دنیا از نظر بیشترین تعداد وقوع بوده که در طول آن سال ۴۵۶ هزار نمونهٔ جدید مشاهده شد. این بیماری منجر به ۴۰۰ هزار مرگ شد که این عدد در سال ۱۹۹۰، ۳۴۵ هزار مرگ بود. نرخ این بیماری در کشورهای مختلف متفاوت است، اما نیمی از تمامی موارد در چین روی می‌دهد.  وقوع این بیماری در مردان سه برابر زنان است.

## سبب‌شناسی
الکل، نوشیدن چای داغ، کشیدن سیگار، مواد مخدر، زمینه ژنتیکی، رژیم غذایی حاوی روغن جامد، قند و شکر، انواع شیرینی و دسر، نمک، انواع ترشی و نوشابه گازدار و کنسرو احتمال سرطان مری را افزایش می‌دهند. مصرف میوه، سبزی، زیتون، لبنیات کم چرب و ماهی با خطر کمتری برای ابتلاء به سرطان مری همراه است. آشالازی، مری بارت، پرتوتابی، سن بالای چهل سال، ریفلاکس و … نیز احتمال سرطان مری را بالا می‌برند. همچنین در تحقیقی، مشخص گردید در ۶۱٪ بافتهای سرطانی باکتری مربوط به بیماری لثه وجود دارد. بیماری لثه می‌تواند از عوامل ابتلا به این سرطان باشد.

## علایم بیماری
متأسفانه در ابتدا، بیمار علامتی ندارد ولی در مراحل پیشرفته بیمار دچار دیسفاژی (اختلال در بلع) می‌شود دشواری بلع زمانی بروز می‌کند که تقریباً ۷۵٪ قطر طبیعی مری اشغال شده باشد که ابتدا در مورد غذاهای جامد است ولی به تدریج حتی نوشیدن مایعات نیز دشوار می‌شود. کاهش وزن، احساس توده و برجستگی در گلو و بلع دردناک نیز ممکن است با پیشرفت بیماری دیده شوند. رگورژیتاسیون (بالا آمدن غذای هضم شده بدون زور و فشار) غذای هضم نشده همراه با تنفس بدبو، سکسکه که ممکن است با استفراغ و پنومونی آسپیراتیو (التهاب لایه‌های ریه) همراه باشد، از دیگر علائم این بیماری هستند.
در صورتی که سرطان به خارج از مری انتشار یابد اغلب نخست به غدد لنفاوی می‌رود در مراحل بعدی به کبد، ریه‌ها، مغز و استخوان‌ها گسترش می‌یابد. پیش آگهی سرطان مری در مراحل پیشرفته وخیم است. این بیماری در ایران به خصوص استان گلستان شایع است.
علایم شایع شامل مشکل یا درد به‌هنگام بلع، کاهش وزن سریع، استفراغ مخاط خون‌آلود است.

## تشخیص
در صورت پیدایش دشواری بلع یا علائم دیگر ارزیابی و تشخیص با آندوسکوپی همراه با نمونه‌برداری از تومور (بیوپسی) صورت می‌پذیرد. در صورتی که در آندوسکپی و نمونه‌برداری تشخیص سرطان قطعی شود، معاینات تکمیلی برای تعیین مرحلهٔ سرطان، میزان گسترش بیماری و تعیین نوع ودرمان انجام می‌شوند.
به‌طور کلی معاینات زیر به صورت استاندارد جهت تشخیص سرطان مری و تعیین مرحلهٔ بیماری انجام میِشوند:
1. آندوسکوپی همراه با نمونه‌برداری.
2. سونوگرافی اندوسکوپیک.
3. سی تی اسکن از گردن، قفسه سینه و شکم.
4. در صورت شک به گسترش تومور به نای یا دستگاه تنفس، انجام برونکوسکوپی جهت تعیین میزان نفوذ تومور به نای و تشخیص وجود یا عدم وجود فیستول.
5. انجام پت اسکن به تعیین دقیق‌تر میزان گسترش و تهاجم سلول‌های سرطانی در بافت‌های دیگر (متاستاز) و غدد لنفاوی کمک شایانی می‌کند. در تحقیقات متعددی نشان داده شده‌است که در ده تا بیست درصد بیماران مبتلا به سرطان مری، تعیین اولیهٔ مرحلهٔ سرطان پس از انجام پت اسکن تغییر کرده و غدد لنفاوی مبتلا یا متاستازهایی که در روش‌های تشخیصی دیگر ناشناخته باقی مانده بودند، به عنوان بدخیم تشخیص داده می‌شود. در عین حال در پنج تا ده درصد بیماران نیز، توده‌های مشکوک به متاستاز یا غدد لنفاوی گرفتار در پت اسکن به عنوان خوش‌خیم تشخیص داده می‌شوند. از آنجا که مرحلهٔ بیماری یکی از عوامل تعیین کنندهٔ اصلی روش درمان سرطان مری است، به اهمیت انجام پت‌اسکن در سالهای اخیر به تدریج افزوده شده‌است.
6. سونوگرافی شکم و کبد (و ناحیهٔ گردن و غدد لنفاوی گردنی در صورت شک به سرطان مری گردنی).
7. معاینهٔ لاپاراسکوپی در آدنوکارسینوم پیشرفتهٔ مری برای تشخیص وجود گسترش به صفاق (پریتونئوم) انجام می‌شود.
8. در صورت وجود تومور در ناحیهٔ گردنی مری، انجام معاینهٔ کامل توسط متخصص گوش و حلق و بینی (پان‌اندوسکوپی). با توجه به این که بین ده تا سی درصد سرطان‌های مری گردنی، همزمان مبتلا به سرطان‌های سر و گردن نیز هستند، این معاینه تا مدتی پیش به صورت استاندارد در پروتکل‌های تشخیصی انجمن‌های سرطان‌شناسی وجود داشت. با توجه به بالارفتن کیفیت معاینات تشخیصی مانند سی تی اسکن و پت اسکن (برش‌نگاری با گسیل پوزیترون - PET Scan)اخیراً این مورد از برخی پروتکل‌های استاندارد حذف شده‌است و صرفاً در مواردی که شک به وجود سرطان‌های همزمان سر و گردن وجود داشته باشد، انجام می‌شود، مانند بیمارانی که سابقهٔ مصرف طولانی مدت مشروبات الکلی دارند.

شایان ذکر است که رادیوگرافی با باریوم منسوخ شده و از پروتکل‌های استاندارد تشخیص و درمان سرطان مری حذف شده‌است و صرفاً در مواردی کاربرد دارد که دسترسی به سی تی اسکن و انجام آندوسکپی مقدور نیست.

## درمان
مهم‌ترین عامل در پیش‌بینی طول عمر بیماران که بر انتخاب روش درمانی تأثیر می‌گذارد مرحله تومور است. جراحی در مراحل اولیه مؤثر می‌باشد. به‌طور همزمان یا منحصراً می‌توان شیمی درمانی و پرتو درمانی نیز انجام داد. قرار دادن فنر (استنت) مری توسط درون بین (آندوسکوپ) می‌تواند موجب بهبود بلع و کیفیت زندگی دراین بیماران شده و صدمات ناشی از جراحی را ایجاد نمی‌کند. جراحی اندوسکوپیک با لیزر نیز ممکن است. در مراحل پیشرفته بیماری جراحی تنها جهت کمک به عبور غذا صورت می‌گیرد و نمی‌تواند درمان حاصل شود.